# 아키야 토모코
아키야 토모코(일본어: 秋谷 智子 あきや ともこ[*], 1976년 5월 14일 ~ )는 일본의 성우. 지바현 출신.

## 주요 출연작
- 오자마녀 도레미 - 후지와라 하즈키(데뷔작)
- 꿈을 먹는 메리 - 코나기 유이
- 금색의 갓슈 - 미즈노 스즈메
- 내일의 나쟈 - 니콜
- 내 여동생이 이렇게 귀여울 리가 없어 - 미야비
- 파워퍼프걸Z - 킨 선생님